# Бечић
Бечић (алб. Beçiq) је насеље у општини Вучитрн, Косово и Метохија, Република Србија. Село је након 1999. село је познато и као Бесник (алб. Besnik). Према попису становништва из 2011. године, село је имало 227 становника, већину становништва чинили су Албанци. Нема доказа откада ово насеље постоји. У њему сада живи искључиво албанско становништво.

## Географија
Бечићи су планинско село са листопадном шумом, пашњацима и ливадама, разбијеног је типа, оранице мање плодне због ретке земље, али ипак успевају житарице. Смештено је на западној падини планине Чичавице, између села Дубовца и Краљице. Село је удаљено од Вучитрна око 14 км.

## Демографија
| Година       | 1948 | 1953 | 1961 | 1971 | 1981 | 1991 | 2011 |
| ------------ | ---- | ---- | ---- | ---- | ---- | ---- | ---- |
| Становништво | 142  | 153  | 192  | 231  | 249  | 275  | 277  |

|  |